# Francesco Andriolli
Francesco Andriolli (ur. w 1794 w Brentonico – zm. w 1861 w Wilnie) – polski artysta, malarz i rzeźbiarz włoskiego pochodzenia.
Pochodził z Trydentu (Górnej Adygi). Służył jako kapitan w Wielkiej Armii Napoleona I. W 1812 r. wziął udział w kampanii napoleońskiej w Rosji, gdzie dostał do niewoli rosyjskiej. Od 1818 mieszkał w Wilnie, prowadząc w l. 1818-1861 przy ul. Wielkiej 71 pracownię artystyczną. W 1827 r. przyjął poddaństwo rosyjskie. W 1832 r. zdał egzamin w Wilnie uprawniający do wykonywania zawodu dekoratora i malarza oraz do nauczania rysunku w szkołach powiatowych. W 1839 uzyskał też dyplom Cesarskiej Akademii Sztuk Pięknych w Petersburgu. Wykonywał obrazy kościelne, uczył też rysunku, był także cenionym snycerzem, rzeźbiarzem. Między innymi wykonał rzeźby do pałacu Tyszkiewiczów w Wilnie. Podejmował się różnorodnych, prac, m.in. wg jego projektu wybudowano pałacyk Bispingów w Massalanach. Zgromadził pokaźną bibliotekę, którą przejął po nim syn Elwiro

## Rodzina
W 1827 wziął ślub z Petronelą Gośniewską, córki Michała i Anny z Toszewskich. Mieli pięcioro dzieci, z których tylko Erminio (starszy o dwa lata brat Michała Elwira), Adela (młodsza siostra Elwira) oraz Michał Elwiro dożyli pełnoletniości.